# Violetkeelarassari
De violetkeelarassari (Aulacorhynchus  caeruleogularis cognatus) is een vogel uit de familie Ramphastidae (toekans). Deze arassari wordt ook wel als een aparte soort beschouwd, maar staat sinds 2016 als ondersoort op de IOC World Bird List.

## Verspreiding en leefgebied
Deze soort komt voor in oostelijk Panama en noordwestelijk Colombia.